# Pieza agnastis
Pieza agnastis (лат.) — вид короткоусых двукрылых насекомых рода Pieza из семейства Mythicomyiidae.

## Распространение
Чили (Maule and Santiago Provinces).

## Описание
Мелкие мухи с длиной около 1 мм (0,8 — 1,37). Основная окраска коричневая и чёрная. Голова чёрная. Брюшко буровато-чёрное с жёлтыми отметинами.  
Первая субмаргинальная ячейка крыла закрытая и треугольная, усиковый стилус, размещён субапикально на втором флагелломере. Мезонотум сплющен дорзально. Глаза  дихоптические. Вид был впервые описан в 1976 году Джеком Холлом (Jack Clayton Hall) по материалам из Чили, а его валидный статус подтверждён в 2002 году американским диптерологом Нилом Эвенхусом (Center for Research in Entomology, Bishop Museum, Гонолулу, Гавайи, США).